# 4ª Brigata "Kiryati"
La Brigata Kiryati (la 4ª Brigata della Guerra arabo-israeliana del 1948) fu formata nel 1948 da David Ben-Gurion e fu una delle originarie 9 Brigate organizzate dall'Haganah prima e poco dopo del Zro'a Ha-Yabasha. 
La Brigata Kiryati fu inizialmente responsabile della sicurezza nell'area della città ebraica di Tel Aviv e nel suo hinterland. La Brigata partecipò a numerose battaglie durante la guerra del 1948-49 e svolse anche un ruolo significativo nel corso della Guerra di Suez del 1956.

## Lista delle Operazioni militari cui partecipò la BrigataKiryati
- Operazione Dani del 1948
- Crisi di Suez del 1956